# Summer of '69
(Bryan Adams)
Summer of '69 è una canzone rock del 1985 scritta da Bryan Adams e Jim Vallance per il quarto album di Adams Reckless, pubblicato nel 1984, da cui fu estratto come quarto singolo. Il brano ottenne un notevole successo in tutto il mondo, arrivando alla quinta posizione della Billboard Hot 100.
La canzone è stata pubblicata con due tracce B-side; "Kids Wanna Rock" e "The Best Was Yet to Come", brani che erano già apparsi negli album Reckless e Cuts Like a Knife . "Summer of '69" ha ricevuto recensioni favorevoli da critici musicali.
"Summer of '69" rimane, ad 'oggi, fra i brani più popolari in molti paesi di tutto il mondo. Adams ha cantato "Summer of '69" durante la cerimonia di apertura della 2011 Cricket World Cup  in Bangladesh. Più recentemente Adams ha eseguito una versione duetto di "Summer of '69" con Taylor Swift durante il suo Taylor Swift's Reputation Stadium Tour a Toronto, in Canada.

## Storia del brano
Dopo un lungo tour per promuovere l'album Cuts Like a Knife Bryan Adams iniziò le registrazioni per l'album successivo, Reckless. Summer of '69 fu scritta il 25 gennaio 1984 con Jim Vallance. La registrazione fu eseguita al Little Mountain Sound, a Vancouver in Canada, ed in seguito mixata a New York da Jim Vallance.
La canzone subì una serie di cambiamenti perché né Adams né Jim Vallance erano convinti che fosse una canzone abbastanza forte da essere inclusa nell'album. Nella loro prima stesura, la lirica "Summer of '69" apparve solo una volta. A quel tempo i due stavano progettando di chiamare la canzone "The best days of my life". Mentre la frase "The best days of my life" è apparsa sette volte nella prima stesura, nella bozza finale è stato sostituito da "Summer of '69" ed è apparsa solo due volte nella canzone.
Ora, 20 anni dopo, quando ascolto "Summer of '69" alla radio, onestamente non riesco a ricordare cosa ci abbia infastidito.»
(Jim Vallance)
I due erano stati ispirati dopo aver ascoltato Strawberry Fields Forever dei The Beatles, che era un omaggio all'infanzia di John Lennon, e volevano replicare la stessa sensazione sull'infanzia e sul vivere il sogno di diventare musicisti. Quando scrissero il testo "Jimmy quit, Jody got married", Vallance suggerì di usare "Woody quit and Gordy got married", riferendosi ai membri della sua band della Vanderhoof High School The Tremolones del 1967 (in seguito conosciuta come 4Most), ma ad Adams piacque di più la sua versione.
Il testo "Jimmy quit/Jody got married" ricorda due dei suoi ex compagni di band. Il batterista Jim Wesley, che lasciò la band nel 1981 perché era convinto che avrebbe guadagnato più soldi come venditore di tappeti, e Jody Perpick, che continua a lavorare per Adams come tour manager e tecnico del suono.

## Significato del testo

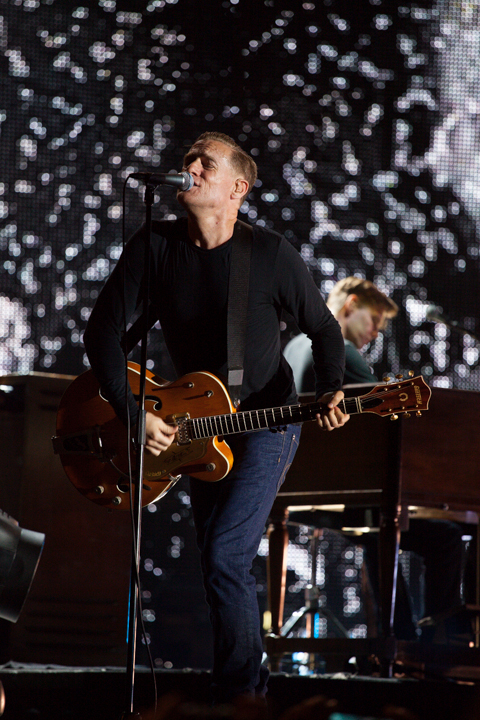
Adams durante il suo concerto del 2013 al Lucca Summer Festival, mentre esegue Summer of '69

Adams dichiarò che Summer of '69 è una canzone "senza tempo", perché parla di fare l'amore in estate. Il "69" del titolo non è un riferimento ad un anno, ma ha a che fare con la posizione sessuale del Kāma Sūtra."
Jim Vallance invece ha sempre interpretato il titolo come un riferimento all'anno 1969. Infatti il compositore ha citato la canzone Running on Empty di Jackson Browne, che contiene riferimenti al 1965 ed al 1969, come principale influenza per la composizione del brano, ed ha ricordato che Adams aveva citato come propria influenza il film Quell'estate del '42.

## Il video
Il video per Summer of '69 fu diretto dal regista irlandese Steve Barron. Nel 1985 fu nominato agli MTV Video Music Awards nella categoria "Miglior video maschile". Benché Bryan Adams non vinse alcun premio, ben quattro canzoni da Reckless furono nominate quell'anno.
Alla fine del video compaiono Lysette Anthony e Garwin Sanford dentro una macchina; questa scena è la stessa che si vede all'inizio della seconda versione di Somebody.

## Prestazione commerciale
Dopo l'uscita dell'album Reckless nel novembre 1984, "Summer of '69" ha ricevuto alcuni airplay su stazioni radio rock, ma è stato per lo più offuscato dalle canzoni Run to You e It's Only Love, riuscendo a raggiungere il numero 40 nella classifica Mainstream Rock Songs.  Dopo essere stato pubblicato come singolo nel giugno 1985, Summer of '69 salì al numero 5 della Billboard Hot 100 e contribuì a spingere Reckless alla posizione numero uno nella classifica degli album di Billboard 200 nell'agosto del 1985.
Come il singolo precedente pubblicato da Reckless, Heaven, Summer of '69 è stato un successo commerciale mondiale. Nel Regno Unito, "Summer of '69" ha debuttato al numero cinquantanove, ed è riuscito a risalire il grafico, e due settimane dopo, 24 agosto 1985, ha raggiunto la sua massima posizione al numero 42; nel 2017 è stato certificato disco di platino con oltre 650 000 copie vendute; ad agosto 2020, nel Regno Unito, sono registrate 1 370 000 di copie di vendite e 99,9 milioni di stream.

## Tracce
1. Summer of '69 – 4:44
2. Kids Wanna Rock – 3:28
3. The Best Was Yet to Come – 2:36

## Formazione
- Bryan Adams - voce, chitarra
- Keith Scott - chitarra aggiuntiva
- Dave Taylor - basso
- Pat Steward - batteria
- Tommy Mandel - tastiere
- Jim Vallance - percussioni
- Bruce Paulen - cori

## Classifiche

### Classifiche settimanali
| Classifica (1985)             | Posizione massima |
| ----------------------------- | ----------------- |
| Australia                     | 14                |
| Austria                       | 17                |
| Canada                        | 11                |
| Germania                      | 62                |
| Irlanda                       | 18                |
| Norvegia                      | 9                 |
| Nuova Zelanda                 | 7                 |
| Regno Unito                   | 42                |
| Stati Uniti                   | 5                 |
| Stati Uniti (mainstream rock) | 40                |
| Svezia                        | 13                |
| Classifica (1986)             | Posizione massima |
| Austria                       | 17                |
| Svezia                        | 13                |
| Classifica (1990)             | Posizione massima |
| Belgio (Fiandre)              | 8                 |
| Paesi Bassi                   | 4                 |
| Classifica (2006)             | Posizione         |
| Regno Unito                   | 54                |
| Regno Unito (downloads)       | 37                |
| Classifica (2007)             | Posizione         |
| Regno Unito                   | 140               |
| Classifica (2008)             | Posizione         |
| Regno Unito                   | 88                |
| Regno Unito (downloads)       | 84                |
| Classifica (2009)             | Posizione         |
| Regno Unito                   | 169               |
| Classifica (2010)             | Posizione         |
| Regno Unito                   | 168               |
| Classifica (2012)             | Posizione         |
| Regno Unito (downloads)       | 46                |
| Classifica (2014)             | Posizione         |
| Regno Unito (downloads)       | 86                |
| Classifica (2015)             | Posizione         |
| Regno Unito (downloads)       | 70                |
| Classifica (2016)             | Posizione         |
| Regno Unito (downloads)       | 74                |
| Classifica (2021-2022)        | Posizione         |
| Canada (digital)              | 5                 |
| Finlandia                     | 46                |
| Regno Unito (downloads)       | 37                |
| Stati Uniti (digital)         | 9                 |
| Stati Uniti                   | 11                |
| Classifica (2023)             | Posizione         |
| Regno Unito (downloads)       | 99                |

### Classifiche di fine anno
| Classifica (1985) | Posizione |
| ----------------- | --------- |
| Australia         | 78        |
| Canada            | 99        |
| Nuova Zelanda     | 48        |
| Stati Uniti       | 74        |
| Classifica (1990) | Posizione |
| Belgio (Fiandre)  | 59        |
| Paesi Bassi       | 37        |
| Classifica (2023) | Posizione |
| Regno Unito       | 98        |
| Classifica (2024) | Posizione |
| Regno Unito       | 91        |

### Classifiche di fine decennio
| Classifica (1980-1989) | Posizione |
| ---------------------- | --------- |
| Canada                 | 1         |

## Riconoscimenti
- Nel 1985 ha vinto il BMI Citation of Achievement per i numerosi passaggi nelle radio degli USA.[50]
- Nel 1986, ha vinto il premio Procan Award  per i numerosi passaggi nelle radio in Canada.[50]
- Nel 2000  ha vinto un Socan Classics Award per più di 100.000 passaggi radiofonici nelle radio canadesi.[50]
- Nel 2011 si è classificata al primo posto nella Top 10 Summer Songs di Ultimate Classic Rock.[51]
- In un sondaggio effettuato dal sito Planet Rock si è classificata al secondo posto nella top 40 della The Greatest Summer Rock Song.[52]

Riconoscimenti:
| Pubblicazione | Paese  | Encomio                                     | Anno | Posizione classifica |
| ------------- | ------ | ------------------------------------------- | ---- | -------------------- |
| Blender       | USA    | "Top 500 Songs of the 80s-00s"              | 2005 | 70                   |
| ChartAttack   | Canada | "The 100 Best Canadian Singles of All Time" | 1996 | 24                   |
| Chartattack   | Canada | "The 50 Best Canadian Singles of All Time"  | 2000 | 4                    |
| Chuck Eddy    | USA    | "The 100 Best Singles of the 80s"           | 1990 | 50                   |
| Dave Marsh    | USA    | "The 1001 Greatest Singles Ever Made"       | 1989 | 635                  |

## Cover
Nel corso degli anni sono state effettuate numerose cover del brano, fra cui:
- Foo Fighters[54]
- Ryan Adams[55]
- Taylor Swift[56][57]
- Martina McBride[58]
- Carrie Underwood[59]
- Jason Aldean[60]
- One Direction[61]

- Vanadium[62]
- Martina McBride[59]
- Dashboard Confessional[59]
- Luke Bryan[59]
- Keith Urban[59]
- Tenacious D[59]
- Bowling for Soup[59]